# 野原有希
野原 有希（のはら ゆうき、1997年3月10日 - ）は、埼玉県秩父郡長瀞町出身のサッカー選手。ポジションはDF。

## 来歴
クマガヤＳＣ、鹿島アントラーズユース、亜細亜大学を経て、2018年12月27日、当時関西サッカーリーグ1部のFC TIAMO枚方に2019シーズンからの加入内定が発表された。
2020年1月30日、タイ・リーグ3のラパチャFCに移籍。その後、COVID-19パンデミックの影響でリーグの秋春制移行が決定するが、それに伴う中断期間中の6月21日にタイ・リーグ2のコーンケンFCへの移籍が決定する。
2021年4月21日、2021-22シーズンからタイ・リーグ2に昇格するラパチャFCに復帰。
今は成田scのコーチをしている。

## 所属クラブ
ユース経歴
- FC長瀞
- クマガヤSC
- 2012年 - 2015年 鹿島アントラーズユース
- 2015年 - 2018年 亜細亜大学サッカー部

シニア経歴
- 2019年  FC TIAMO枚方
- 2020年  ラパチャFC
- 2020年 - 2021年  コーンケンFC
- 2021年  ラパチャFC